# Anstalten Asptuna
Anstalten Asptuna ligger söder om Stockholm vid sjön Aspen i Botkyrka kommun.

## Allmänt
Anstalten är en öppen anstalt och är därför i första hand till för de som avtjänar fängelsestraff under ett år samt de som är i slutet på ett långvarigt straff. På Asptuna sitter även intagna som ännu inte har fått tidsbestämda påföljder (har s.k. livstidsstraff) men som på grund av skötsamhet i riksanstalt har fått ansökan beviljad om att verkställa tid på Asptuna.

## Historik
Anstalten byggdes 1965 på Näsby gårds tomt, en udde vid Prästviken på nordöstra sidan av sjön Aspen. Den gamla gårdsbyggnaden från 1700-talet fanns kvar ett tag till men brändes ner på 1970-talet. Till en början fanns plats för 40 intagna. Anläggningen utökades och ombyggdes sedan dess kontinuerligt, senast 2004 med fyra nybyggda bostadsavdelningar med sex platser med självförvaltning i varje avdelning. 2023 hade anstalten 124 fasta platser och ett 30-tal anställda. På 2020-talet har anstalten utstått kritik för diskriminering och allvarliga brister i ledarskap och arbetsmiljö. 

## Kända interner
Sommaren 2008 kom den livstidsdömde Juha Ruotsalainen till anstalten och inhystes snart i paviljong M (på den så kallade "Strandvägen" utmed sjön Aspen). I maj 2009 beviljade Örebro tingsrätt honom en tidsbestämd påföljd och i juni samma år mördade han sin flickvän under en midsommarfest. Ruotsalainen sitter sedan dess på anstalten Kumla.
Andra:
- Leo ”kinesen” Carmona; se musikgruppen Kartellen
- Tommy Zethraeus
- Joachim Posener
- Stig Bergling[6]
- Reza Madadi
- Ricard Nilsson
- Runar Søgaard
- Dogge Doggelito[7]